# Monumento a José Pedro Varela
El Monumento a José Pedro Varela está ubicado en Montevideo, Uruguay. Es un homenaje al reformador de la educación en la escuela pública uruguaya. Fue diseñado por el escultor español Miguel Blay (1866-1914) e inaugurado el 14 de diciembre de 1918.

## Ubicación
Se encuentra ubicado en Bulevar Artigas entre  Avenida Brasil y calle Canelones, dentro de la Plaza José Pedro Varela en Montevideo, Uruguay, en una zona céntrica de fácil acceso por la cantidad de autobuses que circulan allí.

## Características
Se trata de una escultura realizada en mármol y bronce, comprende una gran columna con el escudo nacional en su parte superior y, debajo, un grupo escultórico de mármol, donde sobresale la estatua en bronce  de José Pedro Varela sentado, con un lápiz y un libro en las manos.
El grupo escultórico es una alegoría al proceso educativo amparado por la legislación que favorece la igualdad entre los hombres.
Debajo de esta escultura se encuentra una placa hecha en bronce con la escritura “A José Pedro Varela 1845 – 1879″.
En el monumento aparece la inscripción:

Este monumento erigido por suscripción popular con la contribución del Estado. Decretado por Ley de 19 de junio de 1909 y el concurso de la Municipalidad de Montevideo, fue inaugurado en el año 1918 siendo Presidente de la República el Dr Feliciano Viera.